# Tricyphona (Tricyphona) omeiana
Tricyphona (Tricyphona) omeiana is een tweevleugelige uit de familie Pediciidae. De soort komt voor in het Palearctisch gebied.